# Італійський лід

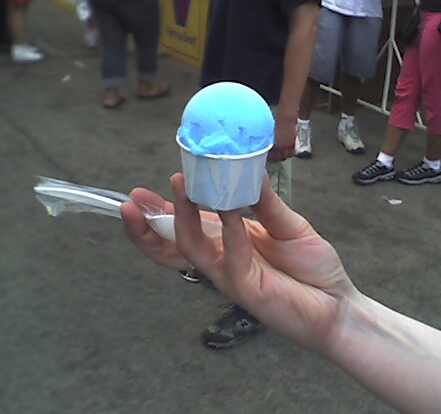
Італійський лід

Італійський лід — холодний десерт, який готується шляхом заморожування суміші сиропа та фруктового пюре певного типу. Існує безліч рецептів приготування «італійського льоду», які розрізняються головним чином типом сиропу та використовуваного фруктового пюре. В цілому процес нагадує приготування морозива. Всі інгредієнти ретельно перемішуються в блендері та піддаються заморожуванню. Якість «італійського льоду» залежить головним чином від типу використовуваного сиропа.
Іноді зустрічається назва «гурманський італійський лід». Він відрізняється від звичайного «італійського льоду» тим, що при його виготовленні використовується відразу кілька видів фруктів. Типовими компонентами цього десерту є вишня, кокос, чорниця та лимон. Залежно від місця виготовлення, можуть також бути використані апельсини, шоколад, а також інші інгредієнти.